# Clips (Apple)
Clips è un'applicazione sviluppata dalla Apple Inc. per il sistema operativo iOS. Essa permette di creare video con effetti animati, per poi essere salvati o condivisi sui social network. L'applicazione è stata pubblicata sull'App Store il 6 aprile 2017.
L'applicazione offre la possibilità di registrare un video direttamente dalla stessa oppure prelevarne uno dalla libreria del telefono. È possibile convertire, attraverso una funzione chiamata Titoli Live, il parlato in testo, che poi viene sincronizzato automaticamente. Clips è inoltre in grado di riconoscere i volti presenti nel video e associarli alla persona corrispondente.